# 6039 Parmenides
A 6039 Parmenides (ideiglenes jelöléssel 1989 RS) egy kisbolygó a Naprendszerben. Eric Walter Elst fedezte fel 1989. szeptember 3-án.